# BWF Future Series 2015
Die BWF Future Series 2015 war die neunte Auflage der BWF Future Series im Badminton.

## Turniere und Sieger
| Veranstaltung | Herreneinzel      | Dameneinzel           | Herrendoppel                               | Damendoppel                                 | Mixed                                    |
| ------------- | ----------------- | --------------------- | ------------------------------------------ | ------------------------------------------- | ---------------------------------------- |
| Waikato       | Jacob Maliekal    | Joy Lai               | Matthew Chau Sawan Serasinghe              | Setyana Mapasa Gronya Somerville            | Sawan Serasinghe Setyana Mapasa          |
| Lettland      | Sergey Sirant     | Anastasia Chervyakova | Mads Emil Christensen Kristoffer Knudsen   | Kristin Kuuba Helina Rüütel                 | Andrey Parakhodin Anastasia Chervyakova  |
| Litauen       | Adam Mendrek      | Yvonne Li             | Miłosz Bochat Paweł Pietryja               | Marie Batomene Teshana Vignes Waran         | Søren Toft Hansen Teshana Vignes Waran   |
| Puerto Rico   | nicht ausgetragen | nicht ausgetragen     | nicht ausgetragen                          | nicht ausgetragen                           | nicht ausgetragen                        |
| Carebaco      | Gareth Henry      | Solángel Guzmán       | Gareth Henry Dayvon Reid                   | Daigenis Mercedes Saturria Licelott Sanchez | Nelson Javier Daigenis Mercedes Saturria |
| Slowakei      | Alex Lane         | Kristína Ludíková     | Đỗ Tuấn Đức Nguyễn Ngoc Mạnh               | Gayle Mahulette Cheryl Seinen               | Ben Lane Jessica Pugh                    |
| Uganda        | Jacob Maliekal    | Ebru Yazgan           | Pavel Florián Ondřej Kopřiva               | Siki Reddy Poorvisha Ram                    | Tarun Kona Siki Reddy                    |
| Ägypten       | Edwin Ekiring     | Hadia Hosny           | Ridzwan Rahmat Misbun Shawal Mohmed Misbun | Hadia Hosny Doha Hany                       | Ahmed Salah Menna Eltanany               |
| Israel        | Sam Parsons       | Zuzana Pavelková      | Alexander Bass Daniel Chislov              | Alina Pugach Yuval Pugach                   | Ariel Shainski Krestina Silich           |
| Algerien      | nicht ausgetragen | nicht ausgetragen     | nicht ausgetragen                          | nicht ausgetragen                           | nicht ausgetragen                        |